# Valea Mare (Covasna)
Valea Mare is een Roemeense gemeente in het district Covasna.
Valea Mare telt 1159 inwoners.